# Владимир (Иркутская область)
Владимир — село в Заларинском районе Иркутской области. Административный центр Владимирского муниципального образования (сельского поселения).

## География
Село расположено к северо-востоку от областного центра, к западу от Братского водохранилища на Транссибирской магистрали.

## Население
По данным Всероссийской переписи населения 2010 года в селе проживало 899 человек.